# Karel Glastra van Loon
Pour les articles homonymes, voir Loon.
Karel Glastra van Loon, né à Amsterdam le 24 décembre 1962 et mort à Hilversum le 1er juillet 2005 , est un journaliste et un écrivain néerlandais.
Il est notamment auteur du bestseller De Passievrucht (Le fruit de la passion). 